# Piet Vermeylen
Piet Vermeylen (Ukkel, 8 april 1904 – Brussel, 30 december 1991) was een Vlaams-Belgisch socialistisch politicus en advocaat. Hij was de zoon van de auteur en politicus August Vermeylen.

## Biografie

### Jeugd
Vermeylen studeerde rechten en politieke en economische wetenschappen aan de ULB. Hij werd beroepshalve van 1927 tot 1963 advocaat en was ook van 1950 tot 1954 docent aan de Arbeidshogeschool en van 1947 tot 1974 hoogleraar aan de ULB en de autonome Vrije Universiteit Brussel.
Vermeylen was in 1924 een van de stichters van een Vlaamse studiegroep aan de ULB. Hij zetelde als rechter tijdens het Londense tegenproces in 1933 naar aanleiding van de Reichstagbrand. In 1938 richtte hij samen met Henri Storck en André Thirifays het Koninklijk Belgisch Filmarchief op.

### Politieke carrière
Van 1924 tot 1930 was hij lid van de Kommunistische Partij van België. Hij organiseerde er de jeugdwerking en viel er op door zijn Vlaamsgezinde standpunten. Na zijn ontslag uit de KPB bleef Vermeylen actief in verschillende linkse organisaties. In 1938 trad hij toe tot de socialistische BWP. In de jaren 1930 pleitte hij in het Vlaams Pleitgenootschap in de Balie te Brussel voor de algemene vernederlandsing van het rechtswezen in Vlaanderen. Tijdens de Tweede Wereldoorlog was hij inlichtingenofficier in Londen. Nadien was hij van 1944 tot 1945 kabinetschef van minister van Openbare Werken Herman Vos.
Na het overlijden van zijn vader in 1945 volgde Piet Vermeylen hem op als gecoöpteerd senator in de Senaat, wat hij bleef tot in 1946. Van 1946 tot 1971 was hij rechtstreeks gekozen senator voor het arrondissement Brussel en van 1971 tot 1974 opnieuw gecoöpteerd senator. Op het einde van zijn parlementaire carrière, in de periode december 1971-maart 1974, zetelde hij als gevolg van het toen bestaande dubbelmandaat ook in de Cultuurraad voor de Nederlandse Cultuurgemeenschap, die op 7 december 1971 werd geïnstalleerd en de verre voorloper is van het Vlaams Parlement. Van februari 1972 tot november 1973 maakte hij als eerste ondervoorzitter deel uit van het Bureau (dagelijks bestuur) van de Cultuurraad.
Als parlementslid protesteerde hij hevig tegen de executie van de Vlaamse collaborateur August Borms. In maart 1946 was hij korte tijd minister van Wederopbouw en Oorlogsslachtoffers. Van 1947 tot 1949 was hij minister van Binnenlandse Zaken. In 1954 werd hij opnieuw met deze functie bekleed. Tijdens zijn ambtstermijn zorgde de wet-Collard, genoemd naar de socialistische minister van Onderwijs Leo Collard, voor de tweede schoolstrijd in België. De oppositiepartij CVP en de Katholieke Kerk verzette zich hevig tegen deze wet. In Brussel werd op 26 maart 1955 een betoging gehouden. Vermeylen had de betoging verboden en grote inspanningen geleverd (extra-treinen afgeschaft, sancties voor stakende ambtenaren, rijkswachtcordon rondom Brussel, enzovoort) opdat de betogers Brussel niet zouden kunnen bereiken. Hij nam toen ook de controversiële beslissing om aan de zender NIR, voorloper van de BRT, te verbieden hierover verslag uit te brengen. Zelf verklaarde hij dat de CVP niet bekwaam was geweest een betoging te organiseren. Niettemin was het duidelijk dat circa 100.000 Belgen toch Brussel hadden bereikt en in de hoofdstraten van het centrum hadden gemarcheerd. Van toen gaven de rechtse media hem de bijnaam"Pietje de Leugenaar", of "Piet le Menteur". Enkele weken later werd opnieuw een betoging georganiseerd, die men geen tweede maal durfde te verbieden en waar 250.000 betogers aan deelnamen. Ook publiceerde hij als minister van Binnenlandse Zaken de omstreden resultaten van de talentelling van 1947, waardoor Evere, Ganshoren, Sint-Agatha-Berchem aangehecht werden bij de Brusselse Agglomeratie.
Van 1961 tot 1965 was Vermeylen minister van Justitie onder premier Théo Lefèvre. In 1961 deed hij een eerste voorstel voor het invoeren van een amnestiewet voor collaborateurs tijdens de Tweede Wereldoorlog. In 1962 zorgde hij andermaal voor controverse door de Nederlandse linguïst P.C. Paardekooper toegang tot België te weigeren nadat deze was uitgenodigd om in Leuven een lezing te geven waarin hij zijn solidariteit met de Vlaams-nationalistische strijd daar zou betonen (zie Leuven Vlaams). Uiteindelijk kreeg Paardekooper na hevig protest toch toestemming om naar Leuven af te reizen. In april 1964 mobiliseerde Vermeylen talloze artsen en verpleegkundigen uit het Belgische reserveleger om hoofd te bieden aan de aanslepende artsenstaking.
In 1966 werd Piet Vermeylen benoemd tot minister van Staat. In 1968 werd hij lijsttrekker voor de Senaat op de afzonderlijke Vlaamse lijst van de Belgische Socialistische Partij in Brussel-Halle-Vilvoorde, bijgenaamd de Rode Leeuwen. Van 1968 tot 1972 werd hij minister van Nationale Opvoeding. In deze functie was hij verantwoordelijk voor de hervorming van het hoger onderwijs en speelde hij fundamentele rol in de splitsing van de Katholieke Universiteit Leuven en de ULB.

## Publicatie
Hij publiceerde in 1984 zijn autobiografie, "Een Gulzig Leven", uitgegeven bij Kritak.